# Magistri Antelami

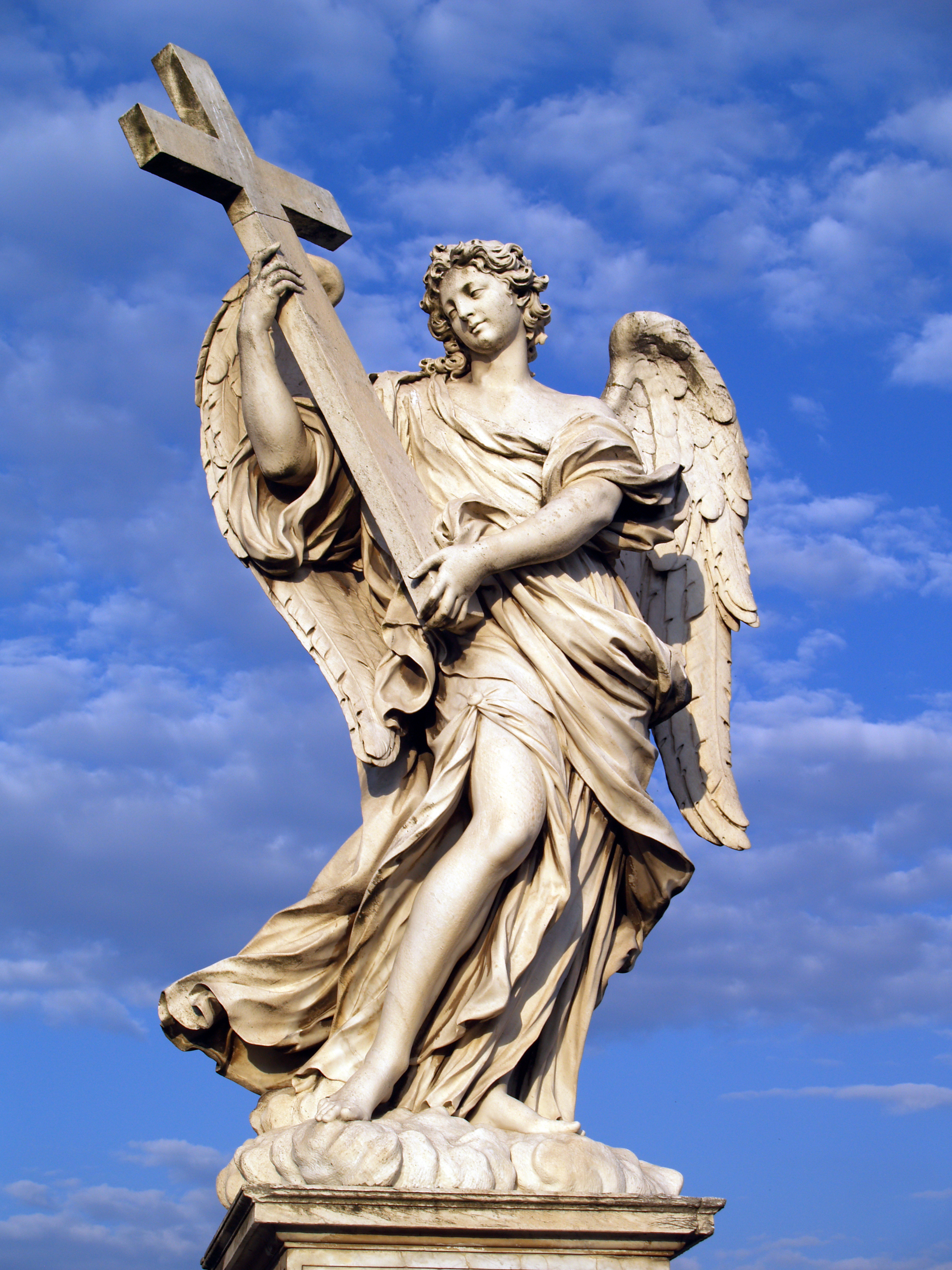
Ercole Ferrata, Angelo della Croce.

I magistri antelami (o maestri intelvesi) furono una maestranza itinerante di origine lombarda, specializzata in opere murarie e di carpenteria documentata tra i secoli X e XVI. Il termine maestri intelvesi è associato anche a numerosi scultori, pittori e architetti originari della Valle Intelvi.

## Le maestranze
Il termine "antelami" deriva da Antelamus, un toponimo di origine altomedievale che indicava una valle situata fra i laghi di Como e di Lugano, oggi detta Val d'Intelvi, originario luogo di provenienza dei magistri con il quale continuarono a mantenere stretti contatti. Si riunirono in corporazione dal XII secolo, come dimostrano le loro menzioni negli atti notarili genovesi a partire dal 1157.
Le competenze in ambito scultoreo dei magistri antelami (intelvesi) benché testimoniate dai documenti, non costituivano prerogativa della corporazione, ma rientravano nelle capacità dei singoli componenti limitandosi a interventi di decorazione delle parti necessarie alla costruzione. Il solo complesso genovese storicamente riconducibile all'attività dei magistri antelami è il perduto monastero di San Tommaso, distrutto nella seconda metà dell'Ottocento. Alcuni elementi strutturali della chiesa annessa, ritrovandosi in altri edifici del romanico genovese, permettono di tracciare in via ipotetica una rete di rapporti tra questi e altri edifici di ambito comasco. La mobilità dei magistri antelami è confermata dai rapporti stilistici riscontrati tra i capitelli appartenuti al chiostro annesso al monastero di San Tommaso, conservati al Museo di Sant'Agostino, e il corredo plastico della pieve di san Silvestro a Fanano, nell'Appennino modenese.

## Gli artisti

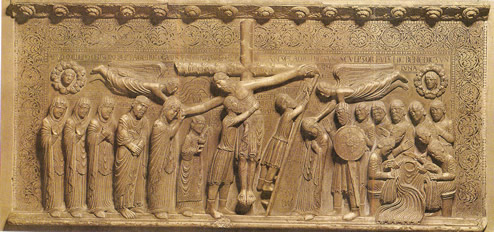
Benedetto Antelami, Deposizione.

Con lo stesso termine maestri intelvesi vengono identificati molti artisti originari della Valle Intelvi che dal XII secolo in poi furono attivi in varie parti d'Italia e d'Europa.
I primi protagonisti della lunga dinastia di artisti originari della zona risalgono all'alto medioevo e sono gli scultori Wiligelmo (le cui origini geografiche sono però tuttora discusse) e Benedetto Antelami (la più grande personalità della scultura romanica nell'Italia settentrionale a cavallo tra il XII e XIII secolo), attivi prevalentemente tra le città di Modena, Parma e Fidenza.
Intelvese, precisamente di Laino, era anche Lorenzo degli Spazzi, coinvolto nella costruzione del Duomo di Milano e progettista di quello di Como.

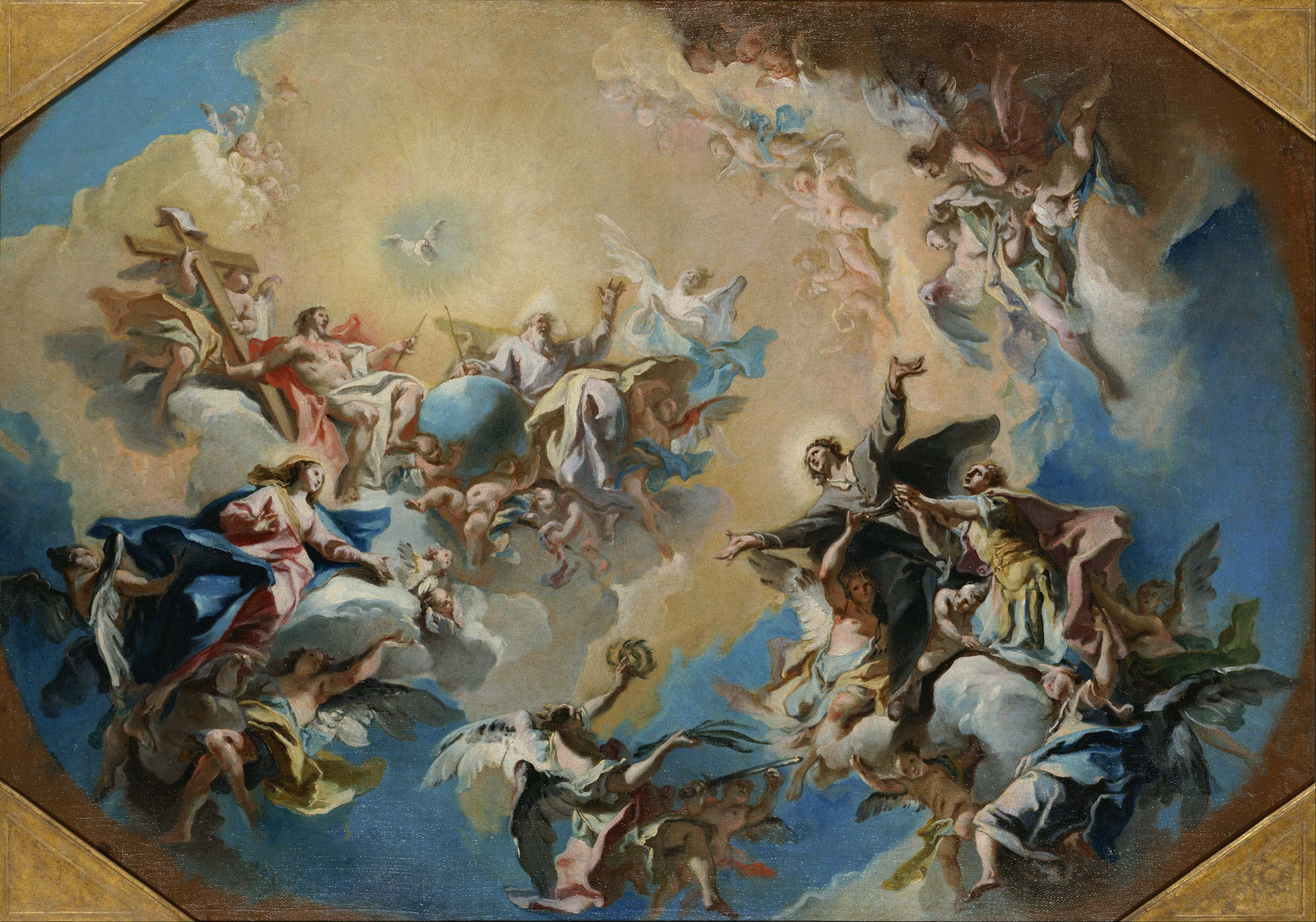
Carlo Innocenzo Carloni, Glorificazione dei santi Felice e Adautto.

Nel XV secolo l'ostenese Andrea Bregno passò gran parte della propria carriera a Roma dove fu per decenni il principale scultore papale (sarebbe stato oscurato solo dall'arrivo di Michelangelo a fine secolo). Andrea rappresenta il vertice dell'attività artistica della famiglia Bregno, di cui fanno parte molti altri scultori tra cui Lorenzo Bregno, attivo in Veneto (in particolare a Venezia) tra la fine del XV secolo e inizio del XVI secolo. Vienna è invece la città che ospita le principali opere dell'architetto lainese Pietro Ferrabosco, attivo nel XVI secolo.
Grande protagonista del periodo barocco romano fu Ercole Ferrata che divenne uno dei principali collaboratori di Gian Lorenzo Bernini, le cui opere più famose sono visibili sul Ponte Sant'Angelo e nella Chiesa Sant'Agnese in Agone di Piazza Navona. Nello stesso periodo fu attivo anche il lainese Gian Battista Barberini.
Tra la fine del XVII e metà del XVIII secolo, il lainese Giulio Quaglio il Giovane e Carlo Innocenzo Carloni (allievo proprio del Quaglio) si distinsero per numerose committenze estere, come cicli di affreschi alla cattedrale di San Nicola a Lubiana (opera di entrambi i pittori) e numerose committenze in palazzi di Vienna (in cui lavorò solo il Carloni).
All'attività dei maestri intelvesi furono inoltre legate intere generazioni di artisti appartenenti a una stessa famiglia. In questo contesto, particolarmente lunga è la lista delle famiglie che, partite dal piccolo centro di Laino, si fecero conoscere in diverse parti d'Europa. È il caso dei Quaglio, che oltre al già citato Giulio il Giovane annovera anche: 
- Evangelista, maestro a Vienna nel 1572[3];
- Domenico, pittore nel 1587 ed autore dei dipinti conservati nell'oratorio di San Vittore di Laino[3];
- Giulio il Vecchio[3], legato assieme al Giovane alla fondazione di una scuola di disegno a Laino sul finire del XVII secolo[7];
- Giuseppe, emigrato a Monaco di Baviera e capostipite di una famiglia di artisti bavaresi di fama tra XVIII e XIX secolo.

Da Laino partirono inoltre alcuni maestri delle famiglie Frisoni e Scotti, perlopiù emigrate in Germania, oltre che dei Reti (o Retti), di cui si ricordano l'ingegnere Paolo, attivo nel Württemberg nel XVII secolo, e lo stuccatore Leonardo, operante a Roma nel secolo successivo. Lainesi furono anche lo scultore Gerolamo Viscardi, i plastificatori Bartolomeo e Battista Rossi e lo scultore Paolo Caprani, specialista della scagliola (e antenato del patriota Romualdo).